# نبردناو ستسو
نبردناو ستسو (به انگلیسی: Japanese battleship Settsu) یک کشتی بود که طول آن ۵۳۳ فوت (۱۶۲٫۵ متر) بود. این کشتی در سال ۱۹۱۱ ساخته شد.